# Stadio Thani bin Jassim
Lo stadio Thani bin Jassim ( in arabo ملعب ثاني بن جاسم‎?), noto anche come stadio Al-Gharrafa, è uno impianto sportivo polivalente situato nel quartiere Al-Gharrafa di Al Rayyan, in Qatar. Realizzato nel 2003, lo stadio è attualmente utilizzato principalmente per le partite calcio, ospitando le gare casalinghe del Al-Gharrafa SC e del Umm Salal SC.
L'impianto ha una capienza totale di 21.175 persone e ha ospitato gare di varie competizioni internazionali, tra le quali alcune partite della Coppa d'Asia 2011. Nel novembre 2021, l'AFC ha confermato che lo stadio avrebbe ospitato gli incontri casalinghi del''Iraq contro Siria e Corea del Sud, valevoli per la qualificazione al campionato mondiale di calcio 2022.

## Proposta d'espansione
Nell'ambito della candidatura a ospitare il campionato mondiale di calcio 2022, lo stadio doveva subire un processo di ristrutturazione che ne avrebbe ampliato la capienza fino a 44.740 posti. Il progetto prevedeva una facciata composta dai colori delle bandiere del mondo, mentre il design modulare del secondo anello avrebbe dovuto consentire un facile smontaggio al termine della manifestazione. Alla fine altre sedi vennero preferite, pertanto il progetto di espansione non ebbe mai luogo.

## Coppa d'Asia Under-23 2024
Lo stadio Thani bin Jassim è stato scelto come una delle quattro sedi alternative per la Coppa d'Asia Under-23 del 2024 .